# Plutarque
Pour les articles homonymes, voir Plutarque (homonymie).
Ne pas confondre avec Plutarque d'Athènes fondateur de l'Académie néoplatonicienne d'Athènes.
Plutarque (en grec ancien : Πλούταρχος / Ploútarkhos), né vers 44 à Chéronée en Béotie et mort vers 125, est un philosophe, biographe, moraliste, polygraphe et penseur majeur de la Rome antique. Grec d'origine, il est considéré comme un médio-platoniste,. Il s'oppose dans certaines de ses Œuvres morales ou Moralia aux courants stoïcien, et épicurien.

## Famille

### Origine et vie privée
Plutarque naît entre 44 et 45 à Chéronée, petite ville de Béotie, proche de Delphes, en Grèce,. Les historiens ne possèdent que peu d’informations sur sa vie, seules la Souda (Xe siècle) et une note d’Eusèbe de Césarée y font référence. Les témoignages les plus importants restent ceux que l’écrivain a glissés lui-même dans son œuvre. Plutarque affirme être le fils d'une riche famille de terriens de la lignée des Opheltiades (descendante du mythique roi thessalien Opheltias).
Son arrière grand-père, Nikarchos, est réquisitionné de force par Marc-Antoine lors des préparatifs de la bataille d'Actium. Son grand-père, Lamprias, est un notable de Chéronée, probablement mort à plus de 90 ans. Son père, probablement dénommé Autoboulos, épouse une Thespienne.
Il a au moins deux frères, Lamprias, qui est son aîné, et Timon, pour qui il professe une affection particulière. Il a une sœur, qui est la mère du philosophe stoïcien Sextos, maître de Marc Aurèle.
Il se marie à une compatriote, Timoxena, fille d'Alexion, notable de Chéronée avec qui il a cinq enfants :
- Lucius Mestrius Autobulus (Lucios Mestrios Autoboulos), né vers 75, décédé après 115, philosophe ;
- (Lucius Mestrius) Plutarque (Lucios Mestrios Ploutarchos) ;
- Lucius Mestrius Soclaros (Lucios Mestrios Soklaros), né vers 85, décédé après 118, notable de Chéronée ;
- Chairon, mort jeune ;
- Timoxena, décédée à l'âge de deux ans[10].

## Biographie

### Carrière politique et religieuse
Il se rend en 65 à l’école platonicienne d’Athènes, où Ammonios d'Athènes lui enseigne les sciences et la philosophie. Il effectue un voyage à Delphes, avec Ammonios et Néron, puis un autre à Alexandrie. Il est ensuite envoyé en ambassade auprès du proconsul d'Achaïe, à Corinthe, au nom de Chéronée ou bien de la Béotie. Il effectue vraisemblablement une ambassade en Égypte, en 69-70 de notre ère, auprès du nouvel empereur, Vespasien,. Il exerce encore la fonction d'ambassadeur lors de plusieurs voyages à Rome auprès de notables ou même de la cour impériale, pour défendre les intérêts de Delphes, de la Béotie, voire des Grecs. Il y enseigne également le grec et la philosophie. Il acquiert la citoyenneté romaine et adopte le gentilice Mestrius, en hommage à son ami L. Mestrius Florus. Le dernier de ces voyages a peut-être lieu au début des années 90. En 93-94, Plutarque se retire définitivement à Chéronée.
Dans sa ville natale, il exerce la charge de téléarque, magistrat chargé de la surveillance des travaux publics, puis d'archonte éponyme. Il est également l'un des deux prêtres du temple d'Apollon à Delphes de 96 jusqu'à sa mort. Cette fonction n'est pas seulement religieuse, mais implique de nombreuses activités de nature politique. Plutarque exerce les fonctions de membre du Conseil, agonothète des jeux pythiques et épimélète de l'amphictyonie delphique. Une notice de la Souda qui lui est consacrée mentionne qu'il aurait reçu de Trajan les insignes consulaires. Une autre note transmise par Eusèbe de Césarée, selon laquelle Hadrien l'aurait désigné procurateur de la province d'Achaïe, est cependant peu probable, étant donné que Plutarque avait à l'époque déjà près de 80 ans. Il semble que Plutarque ait aussi participé aux mystères d'Éleusis,.
Vers 100-102, il commence l'immense cycle de ses Vies parallèles. Il meurt vers 120 ou 125, probablement à Chéronée où il passa la fin de sa vie.

## Œuvres

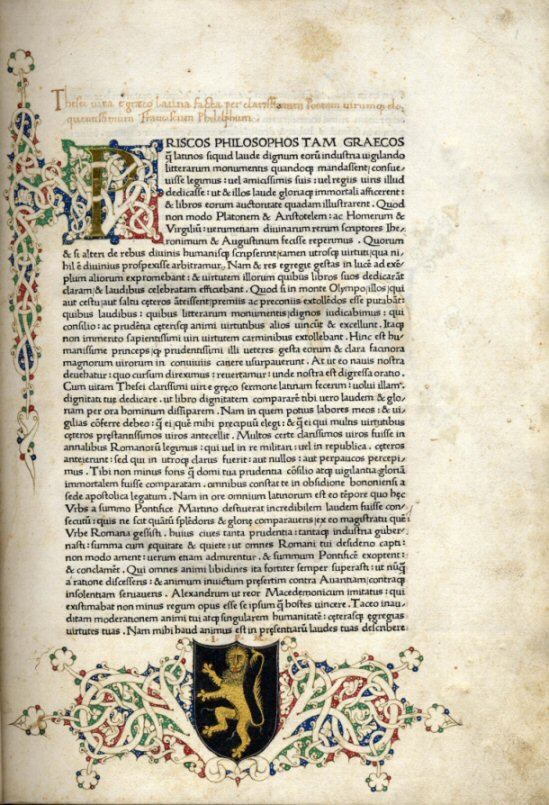
Une page des Vies parallèles imprimée à Rome en 1470, collection de l'université de Leeds.

Traditionnellement partagée entre les Vies parallèles d'une part et les Œuvres morales, ou Moralia, de l'autre, l'œuvre de Plutarque se signale tout d'abord par son abondance. Selon le catalogue de Lamprias, il serait l'auteur de 227 œuvres, mais la critique moderne estime que ce nombre pourrait s'élever à 260. Outre les Vies parallèles, nous en aurions conservé entre 75 et 80, mais le nombre exact reste incertain, certaines d'entre elles étant d'authenticité douteuse,. Il semble que les Œuvres morales ont été écrites en premier (entre 70 et 100 ap. J.-C.), tandis que les Vies parallèles ont été rédigées dans les vingt dernières années de sa vie (entre 96 et 120 ap. J.-C.).

### Vies parallèles
Les Vies parallèles (en grec Βίοι Παράλληλοι / Bíoi Parállêloi) rassemblent 50 biographies, dont 46 sont présentées par paires, comparant des Grecs et des Romains célèbres (par exemple Thésée et Romulus, Alexandre le Grand et César, Démosthène et Cicéron). À la fin de chaque doublet, la plupart du temps, un bref texte (σύγκρισις / súnkrisis) compare les deux personnages. Nous avons perdu la première paire, consacrée à Épaminondas et Scipion l'Africain. Parmi les biographies séparées figurent celle d'Artaxerxès II, Aratos de Sicyone, et les huit biographies de césars, d'Auguste à Vitellius.
Dans les Vies parallèles, l'objectif de Plutarque est à chaque fois de dégager un portrait moral plutôt que de rapporter les événements politiques de l'époque : il se considère lui-même plus comme un moraliste que comme un historien. L'histoire est conçue comme un « miroir » moral, destiné à l'éducation de l'auteur et de ses lecteurs. D'où le traitement détaillé qu'il consacre à son personnage. Même si Plutarque déforme la vérité, il est en général aussi fiable que ses sources, et parfois d'une grande valeur. Il ne montre aucune flatterie pour le pouvoir de Rome, alors dominant, ni de vanité pour la gloire passée de sa propre nation. Il croit dans la coexistence du gouvernant romain et de l'éducateur grec, et montre un véritable esprit de conciliation. Pour Robert Flacelière, Plutarque « soutint l'honneur de la Grèce sans méconnaître les bienfaits de la pax et les mérites de la virtus romana ».
Plutarque explique sa méthode au début de sa Vie d'Alexandre. Il n'écrit pas des histoires mais des vies. Selon lui, « ce ne sont pas toujours les actions les plus éclatantes qui montrent le mieux les vertus ou les vices des hommes. Une chose légère, le moindre mot, un badinage, mettent souvent mieux dans son jour un caractère que des combats sanglants, des batailles rangées et des prises de villes ». Selon J. Humbert et H. Berguin, les Vies parallèles sont une illustration et le couronnement des Œuvres Morales, ses héros étant traités comme des modèles de vertu que Plutarque se propose à lui-même et invite ses lecteurs à suivre[réf. nécessaire]. De plus, les Vies sont ponctuées de digressions morales. Il considère parfois que son héros a tort et explique pourquoi.

### Œuvres morales
Les Œuvres morales sont un corpus de textes, consacrés à des sujets nombreux et variés, constitué tardivement et sans volonté d'unité ou de synthèse. Ces traités ont été composés pour la plupart entre les années 72 et 126 ; il les a écrits en majorité pendant les trente dernières années de sa vie. Il serait plus pertinent de parler d'Œuvres diverses pour désigner le corpus plutôt que de Moralia, cette appellation ayant été forgée au XIIIe siècle par le moine byzantin Maxime Planude, alors que les traités moraux représentent environ le quart des écrits.
Dans La disparition des oracles, Plutarque relate l'annonce mystérieuse de « la mort du grand Pan ».
Plutarque est un médio-platoniste, influencé par l'école péripatéticienne ainsi que par le stoïcisme, bien qu'il en critique les principes. Il rejette en revanche l'épicurisme de manière catégorique. Il accorde peu d'importance aux questions théoriques et doute de la possibilité de pouvoir les résoudre. Il s'intéresse beaucoup plus aux questions morales et religieuses.
Il a écrit de nombreux textes en faveur du végétarisme, soulignant que les animaux sont des êtres rationnels dignes de respect. Dans son œuvre Sur l’usage des viandes, il explique que le métabolisme humain n’est pas fait pour digérer la viande animale, et que l'absence de griffes et de crocs chez les humains, et la nécessité de cuire la viande, est la preuve que le régime carnivore est inadapté.

### Plutarque et les sciences

#### Plutarque et la scytale
Plutarque raconte l'utilisation de la scytale (également connue sous le nom de bâton de Plutarque) par Lysandre de Sparte en 404 av. J.-C.

#### Plutarque et l'astronomie
Dans les dialogues De la face qui paraît sur la Lune et Sur les sanctuaires dont les oracles ont cessé des Œuvres morales, Plutarque expose une physique originale. L’observation de l’aspect irrégulier de la Lune le conduit à affirmer : « La Lune est une terre céleste » qui réfléchit les rayons du Soleil. Il abandonne la notion de différence entre monde sub-lunaire (imparfait) et monde supra-lunaire (parfait) d’Aristote. Tous les astres sont le centre d’un monde : « Chacun des mondes a une terre et une mer » et le mouvement des graves d’un monde va vers le centre de ce monde. Il écrit également : « La lune n’est pas entraînée vers la Terre par son poids car ce poids est repoussé et détruit par la force de rotation ».

#### Plutarque et les théories cosmologiques de son temps
Ses écrits révèlent également une bonne connaissance des différentes théories cosmologiques grecques. Dans la Vie de Numa, par exemple, Plutarque décrit le système cosmologique pythagoricien, sans doute attribuable à Philolaos de Crotone, qui place au centre de l'Univers un feu éternel autour duquel gravite la Terre ; celui-ci est opposé au système géocentrique traditionnel. Il évoque également le revirement de Platon qui, à la fin de sa vie, aurait adopté une cosmologie différente du système géocentrique décrit dans le Timée : jugeant que la Terre n'était pas digne d'occuper la première place, il aurait placé au centre de l'Univers un autre élément et n'aurait accordé à la Terre que la seconde place,.

## Influence
Les écrits de Plutarque eurent une énorme influence sur la littérature européenne, notamment française et anglaise. On a longuement débattu pour savoir si le biographe philosophe visait dans ses biographies à l'analyse des vertus plus qu'à l'acculturation gréco-romaine mais ses écrits, ses choix politiques et son comportement social montrent qu'il s'inscrit à la rencontre de deux mondes, dans la conscience que l'héritage hellène est lié à l'action de Rome.
L'œuvre est considérable, c'est un vecteur très important pour la transmission indirecte de la littérature gréco-latine, majoritairement perdue. Il est décompté dans ses écrits 10 000 citations. Ses sources ont beaucoup divisé les historiens, la documentation de Plutarque devait être assez vaste, il devait probablement faire appel à un secrétariat. 
L'œuvre de Plutarque, oubliée dans l'Occident latin, a en revanche exercé une grande influence dans le monde grec. Le philosophe grec est cité par Proclus, Porphyre de Tyr, l'empereur Julien, et régulièrement copié par les pères de l'Église Clément d'Alexandrie et Basile de Césarée.
La traduction en français des Vies parallèles par Jacques Amyot au milieu du XVIe siècle, constamment rééditée jusqu'à aujourd'hui, a renforcé sa diffusion et a fait de Plutarque un passeur de l'Antiquité à l'époque moderne ; c'est aussi un monument de la littérature française en prose. En 1579, l'Anglais Thomas North en donne une traduction qui servira de source à certaines tragédies historiques de William Shakespeare, notamment Jules César, Antoine et Cléopâtre, Coriolan ou Timon d'Athènes. Parmi ses admirateurs anglophones figurent aussi Ben Jonson, Sir Francis Bacon, John Milton, John Dryden, et plus tard Robert Browning. Les œuvres de Rabelais, d'Érasme, de La Boétie, les Essais de Montaigne, plus tard l'œuvre de Jean-Jacques Rousseau et de Joseph de Maistre sont profondément inspirés des œuvres de Plutarque. Les Vies parallèles sont l'un des ouvrages les plus lus au XVIIIe siècle, et la lecture favorite de Napoléon Bonaparte. Les poètes classiques allemands, Goethe, Schiller et Jean Paul, l'ont souvent pris pour modèle. Cotton Mather, Alexander Hamilton, Ralph Waldo Emerson et les transcendantalistes américains ont été très influencés par les Œuvres morales. Par ailleurs, dans les romans de Maurice Leblanc, les Vies parallèles sont le livre de chevet du héros Arsène Lupin, ce qui est révélateur des ambitions tant du personnage principal que de son auteur.
La phrase célèbre de Montaigne : « Une tête bien faite vaut mieux qu'une tête bien pleine. » est une reformulation d'une citation de Plutarque : « Car l'esprit n'est pas comme un vase qui a besoin d'être rempli ; c'est plutôt une substance qu'il s'agit seulement d'échauffer ; il faut inspirer à cet esprit une ardeur d'investigation qui le pousse vigoureusement à la recherche de la vérité ».
Dans son roman de science-fiction Frankenstein ou le Prométhée moderne, Mary Shelley montre la créature créée par le docteur Frankenstein en butte au rejet et à l'horreur. Lorsque la créature parvient à s'instruire, elle le fait par la lecture d'auteurs comme Plutarque, toujours considérés à l'époque comme des références importantes dans la bonne éducation des enfants.
L'influence de Plutarque connaît un regain au XXe siècle, avec la reprise à contre-pied des Vies par Michel Foucault : « La Vie des hommes infâmes » dans Les Cahiers du chemin ou, en 1984, Pierre Michon qui publie Vies minuscules, empruntant certaines méthodes à Plutarque.

### Détail des éditions

Moralia, 1531.

- Vies parallèles : Consulter la liste des éditions de cette œuvre
- Œuvres morales : Consulter la liste des éditions de cette œuvre

### Pseudo-Plutarque
- Sur les opinions des philosophes (Placita philosophorum, Peri areskontôn sunagogê, vers 150)[53]. Attribué à Aétius, un doxographe (distinct d'Aétius le médecin).
- Vie d'Homère (vers 150), in Œuvres mêlées de Plutarque, 1801-1805, t. XXIII, trad. E. Clavier[54].

### Études sur Plutarque
- Daniel Babut, Plutarque et le stoïcisme, Paris, Presses universitaires de France, 1969 (thèse).
- Jacques Boulogne, Plutarque. Un aristocrate grec sous l'occupation, Presses universitaires de Lille, 1994.
- Jacques Boulogne, Plutarque dans le miroir d'Épicure, Presses universitaires du Septentrion, coll. « Philosophie », 2003.
- Robert Flacelière, Sagesse de Plutarque, PUF, 1964.
- Françoise Frazier, Histoire et morale dans les Vies parallèles de Plutarque, Paris, Les Belles Lettres, 2016, 505 p.
- Jean Sirinelli, Plutarque de Chéronée : un philosophe dans le siècle, Fayard, 2000, 524 p. (ISBN 2-213-60371-5)

#### Textes en ligne
- Œuvres de Plutarque sur Remacle.org
- Œuvres de Plutarque sur Hodoi Elektronikai
- Les Vies des hommes illustres sur mediterranees.net
- (en) Œuvres de Plutarque sur LacusCurtius

#### Articles en ligne
- Plutarque, Sur l'E de Delphes 390 B 6-8 et l'explication de la vision en Timée 45 b-d*, Alain Lernould, Revue Methodos.
- Voir les articles sur Plutarque dans les Varia du site du Labiana Callipolis, Laboratoire d'histoire grecque.
- Michèle Biraud, « L'Éroticos de Plutarque et les romans d’amour : échos et écarts », sur Rursus 4/2009, 12 février 2009
- Jean Sirinelli, « Plutarque biographe : de l'évocation des morts aux héros de roman », sur Persée, juillet 1999

#### Bases de données et dictionnaires
- Ressources relatives à la recherche :   - ALCUIN
  - Encyclopædia Herder
  - Internet Philosophy Ontology
  - PhilPapers (objet)
  - Stanford Encyclopedia of Philosophy
- Ressources relatives aux beaux-arts :   - British Museum
  - Grove Art Online
  - National Gallery of Art
  - Sandrart.net
  - Union List of Artist Names
- Ressources relatives à la littérature :   - Archives de littérature du Moyen Âge
  - Internet Speculative Fiction Database
- Ressources relatives à la musique :   - International Music Score Library Project
  - MusicBrainz
- Ressource relative à l'astronomie :   - Biographical Encyclopedia of Astronomers
- Ressource relative au spectacle :   - Les Archives du spectacle
- Notices dans des dictionnaires ou encyclopédies généralistes :   - Britannica
  - Brockhaus
  - Den Store Danske Encyklopædi
  - Deutsche Biographie
  - Dizionario di Storia
  - Enciclopedia italiana
  - Gran Enciclopèdia Catalana
  - Hrvatska Enciklopedija
  - Internetowa encyklopedia PWN
  - Larousse
  - Nationalencyklopedin
  - Proleksis enciklopedija
  - Store norske leksikon
  - Treccani
  - Universalis
- Notices d'autorité :   - VIAF
  - ISNI
  - BnF (données)
  - IdRef
  - LCCN
  - GND
  - Italie
  - Japon
  - CiNii
  - Espagne
  - Belgique
  - Pays-Bas
  - Pologne
  - Israël
  - NUKAT
  - Catalogne
  - Suède
  - Vatican
  - WorldCat